# Helius (Helius) malagasicus
Helius (Helius) malagasicus is een tweevleugelige uit de familie steltmuggen (Limoniidae). De soort komt voor in het Afrotropisch gebied.